# Lipromima
Lipromima es un género de insecto coleóptero de la familia Chrysomelidae.

## Especies
- Lipromima confusa Medvedev, 1993
- Lipromima ornata Medvedev, 1993